# H&K SL6
H&L SL6は、ドイツのヘッケラー&コッホ社が開発した民生用自動小銃である。5.56x45mm NATO弾を使用する。同社製品のH&K 630スポーツライフルの派生型の1つであり、SL6はおおむね短銃身化された630ライフルと見なされている。狩猟およびスポーツ等に利用する民生用小銃として世界中に輸出販売された。

## 設計
SL6はG3突撃銃のものに類似したローラー遅延式ブローバック構造を備えており、これはG36突撃銃以前に設計された多くのH&K製小火器の特徴でもある。銃身は4条1/10.6のポリゴナルライフリングを備える。薬室には排莢をスムーズに行わせる為に12本のガス抜き溝が刻まれている。標準装備の照準器であるディオプター・サイトの他にH&K独自のHK05スコープマウントを取り付ける切り込みが設けられている。

## 更新
後継製品であるH&K SLB 2000の製造が始まるとSL6の製造は中止された。SL6の派生型としてSL7があり、これは7.62x51mm NATO弾を使用する。SL6A2は消炎器が取り付けられ、2点バースト射撃機能が追加されていた。